# برسنای
برسنای (به فرانسوی: Bresnay) یک کمون در فرانسه است که در آلیه واقع شده‌است. برسنای ۲۳٫۱۳ کیلومتر مربع مساحت دارد ۲۴۷ متر بالاتر از سطح دریا واقع شده‌است.